# ルトガー・ハウアー
ルトガー・ハウアー（オランダ語: Rutger Oelsen Hauer、1944年1月23日 - 2019年7月19日）は、オランダ出身の俳優。

## 来歴・人物
両親は演劇学校の教師である。両親が不在のことが多かったため、彼と妹たちは乳母に育てられた。アムステルダムで育ち、15歳のとき家出して海に行き、貨物船に乗りデッキを磨いて一年を過ごす。家に戻った彼は、3年間、電気技師や大工として働きながら夜間学校の演劇クラスに通った。実験的演劇集団に参加して5年後、1969年にテレビドラマシリーズ『Floris』の主役に選ばれた。これは『アイバンホー』に似た中世アクションドラマで、彼は向こう見ずな冒険家を演じた。
ポール・バーホーベン監督に『危険な愛』（1973年）の主役を任されたのをきっかけに、ハウアーの俳優としての評価が上がった。この映画は当たり、しかも本国公開から2年も経ずに外国でもヒットした。南アフリカ共和国を舞台にアパルトヘイトに焦点を当てたアクションメロドラマ『ケープタウン』（1974年）で英語圏でデビューし、マイケル・ケインとシドニー・ポワチエと共演したが、ハリウッドの目を彼に向けさせるほどの役ではなかった。それから数年間はヨーロッパでの映画制作に戻った。この期間、『娼婦ケティ』（1975年）と『女王陛下の戦士』（1977年）と『SPETTERS/スペッターズ』（1980年）でバーホーベンと仕事をした。偶然にも『女王陛下の戦士』と『SPETTERS/スペッターズ』でハウアーは、仲間の国際的オランダ人俳優ジェローン・クラッベと共演している。
シルヴェスター・スタローン主演の『ナイトホークス』（1981年）で、ついにアメリカで本格的デビューを果たす。冷血なテロリスト役で強い印象を残し、翌年、リドリー・スコットのSF映画『ブレードランナー』（1982年）でハリソン・フォードと対決するレプリカント（アンドロイド）のリーダーという大役を得た。
ニコラス・ローグの『錆びた黄金』（1981年）ではジーン・ハックマンの娘役テレサ・ラッセルに求愛するプレイボーイを演じた。サム・ペキンパーの『バイオレント・サタデー』（1983年）ではジョン・ハートを相手に事件記者を演じた。リチャード・ドナーの中世ロマンス『レディホーク』（1985年）ではミシェル・ファイファーの恋人の騎士を演じた。ハウアーは観客に強烈な印象を与え続けた。特に印象に残る役として『ヒッチャー』（1986年）の謎のヒッチハイカーが挙げられる。ひとりで自動車旅行をしている主役のC・トーマス・ハウエルを殺すためしつこく付きまとう。簡単に死なない点もレプリカントの片鱗をうかがわさせる。名声の頂点では、旧友バーホーベンの『ロボコップ』にロボコップとして出演すると発表されることさえあった。
イタリア人監督エルマンノ・オルミは『聖なる酔っぱらいの伝説』（1988年）で、ハウアーの優しく神秘的で情熱的な面を掘り下げた。教会で借りた無証書借金を返そうとする間にパリで酒で死んだ、失われた魂の物語である。『座頭市血煙り街道』（1967年）をベースにしたアクション映画『ブラインド・フューリー』（1989年）でフィリップ・ノイスもハウアーの精神的な資質を利用しようとしたが、映画は成功しなかった。世紀末後の世界を舞台とした『サルート・オブ・ザ・ジャガー』（1989年）でジョアン・チェンの相手役としてSF映画に戻り、かつてのチャンピオンを演じた。ハウアーとチェンは、さらに2つのSF映画『ウェドロック』と『アウターゴールド』で共演した。1990年代までにハウアーは、映画での役と同様に、ギネスビールのコマーシャルでのユーモラスな登場でも知られるようになった。地球温暖化のため水没したロンドンを舞台にした『スプリット・セカンド』（1992年）に出演。『New World Disorder』（1999年）ではタラ・フィッツジェラルドの相手役を務めた。これらの低予算映画の合間に、カイリー・ミノーグの『On a Night Like This』のミュージックビデオに出演した。
21世紀に入ってからは大作で小さな役を演じた。『コンフェッション』（2002年）、『シン・シティ』（2005年）、『バットマン ビギンズ』（2005年）など。
2019年7月24日に公式サイトにおいて「ルトガーは非常に短い闘病生活の後、2019年7月19日金曜日にオランダの自宅で静かに息を引き取った」と発表された。

### プライベート
ハウアーは環境保護論者としても活動した。ポール・ワトソン（初期のグリーンピースに一時期所属し、その後シーシェパードを設立して代表者になった、国際指名手配中の環境保護テロリスト）がノルウェーの非合法な捕鯨船を沈めたことで1994年に有罪判決を受けたときは、釈放のために戦った。また、ルトガー・ハウアー・スターフィッシュ・アソシエイションというエイズ研究所を設立した。
1985年に2番目の妻 Ineke と結婚し、ひとりの娘をもうけた。

## 出演作品

### 映画
| 公開年 | 邦題 原題                                                                                 | 役名                           | 備考                        |
| ------ | ----------------------------------------------------------------------------------------- | ------------------------------ | --------------------------- |
| 1973   | ルトガー・ハウアー/危険な愛 Turks fruit                                                   | エリック                       |                             |
| 1974   | ルトガー・ハウアーの ダンデライオン Pusteblume                                            | リック                         |                             |
| 1975   | ケープタウン The Wilby Conspiracy                                                         | Blane Van Niekirk              |                             |
| 1975   | 娼婦ケティ Keetje Tippel                                                                  | ヒューゴ                       |                             |
| 1975   | コールド・ブラッド Das Amulett des Todes                                                  | クリス                         |                             |
| 1975   | ルトガー・ハウアーの キャンサー/カニ座の女 Het jaar van de kreeft                         | ピエール                       |                             |
| 1977   | 女王陛下の戦士 Soldaat van Oranje                                                         | エリック・ランソホフ           |                             |
| 1978   | ルトガー・ハウアー&シルビア・クリステルの ミステリーズ Mysteries                          | ヨハン                         | DVD題は『不倫と欲望の果て』 |
| 1979   | アンダーカバー刑事（コップ） Grijpstra & De Gier                                          | Rinus de Gier                  |                             |
| 1980   | SPETTERS/スペッターズ Spetters                                                            | Gerrit Witkamp                 |                             |
| 1981   | ナイトホークス Nighthawks                                                                 | ウルフガー                     |                             |
| 1981   | ココ・シャネル Chanel Solitaire                                                           | エチエンヌ・ド・バルサン       |                             |
| 1982   | ブレードランナー Blade Runner                                                             | ロイ・バティー                 |                             |
| 1983   | 錆びた黄金 Eureka                                                                         | クロード                       |                             |
| 1983   | バイオレント・サタデー The Osterman Weekend                                               | ジョン・タナー                 |                             |
| 1984   | 孤高の戦士 A Breed Apart                                                                  | ジム・マルデン                 |                             |
| 1985   | レディホーク Ladyhawke                                                                    | エチエンヌ・ナバール           |                             |
| 1985   | グレート・ウォリアーズ/欲望の剣 Flesh + Blood                                             | マーティン                     |                             |
| 1986   | ヒッチャー The Hitcher                                                                    | ジョイ・ライダー               |                             |
| 1986   | WANTED/ウォンテッド Wanted : Dead or Alive                                                | ニック・ランダル               |                             |
| 1987   | 脱走戦線 Escape from Sobibor                                                              | サシャ                         | テレビ映画                  |
| 1988   | 聖なる酔っぱらいの伝説 La leggenda del santo bevitore                                     | アンドレアス                   |                             |
| 1989   | ワンナイト・オブ・ブロードウェイ Bloodhounds of Broadway                                  | ブレイン                       |                             |
| 1989   | ブラインド・フューリー Blind Fury                                                         | ニック・パーカー               |                             |
| 1989   | ムーンリットナイト In una notte di chiaro di luna                                         | ジョン                         |                             |
| 1989   | サルート・オブ・ザ・ジャガー The Blood of Heroes                                          | サロー                         |                             |
| 1991   | ウェドロック Wedlock                                                                      | フランク・ウォーレン           |                             |
| 1991   | ミッドナイト25時/殺しの訪問者 Past Midnight                                               | ベン・ジョーダン               |                             |
| 1992   | スプリット・セカンド Split Second                                                         | ハーレイ・ストーン             |                             |
| 1992   | デザート・ソルジャー Beyond Justice                                                       | トム・バートン                 |                             |
| 1992   | バッフィ/ザ・バンパイア・キラー Buffy the Vampire Slayer                                  | ロトス（バンパイアの王）       |                             |
| 1993   | ルトガー・ハウアー 処刑脱獄 Arctic Blue                                                   | ベン・コーベット               | 出演・製作総指揮            |
| 1993   | ビジター/欲望の死角 Blind Side                                                            | ジャック・シェル               | テレビ映画                  |
| 1993   | デスクルーズ/欲望の嵐 Voyage                                                              | モーガン                       | テレビ映画                  |
| 1994   | サバイビング・ゲーム Surviving the Game                                                   | トマス・バーンズ               |                             |
| 1994   | ラストフライト Amelia Earhart: The Final Flight                                           | レフッド・ノーナン             | テレビ映画                  |
| 1994   | ノストラダムス Nostradamus                                                                | 謎の僧侶                       |                             |
| 1994   | 誘惑 The Beans of Egypt, Maine                                                            | ルーベン・ビーン               |                             |
| 1994   | ファーザーランド/生きていたヒトラー Fatherland                                            | クサヴィアー・マルヒ           | テレビ映画                  |
| 1995   | 処刑ドクター Blood of the Innocent                                                        | レム博士                       |                             |
| 1995   | MR.STITCH/悪魔の種子 Mr. Stitch                                                           | ウェイクマン博士               | テレビ映画 出演・製作総指揮 |
| 1996   | クロス・エレメント Crossworlds                                                            | A.T.                           |                             |
| 1996   | アウターゴールド Precious Find                                                            | Armond Crille                  |                             |
| 1996   | オメガ・ドーム Omega Doom                                                                 | オメガ・ドーム                 |                             |
| 1997   | ノッキン・オン・ヘブンズ・ドア Knockin' on Heaven's Door                                  | カーチス                       |                             |
| 1997   | ブラスト/沈黙のテロリスト Blast                                                           | レオ                           |                             |
| 1997   | ザ・サバイバル The Call of the Wild: Dog of the Yukon                                     | ジョン・ソーントン             | テレビ映画                  |
| 1997   | 敵対水域 Hostile Waters                                                                   | イーゴリ・ブリタノフ艦長       | テレビ映画                  |
| 1997   | ヘモグロビン Bleeders                                                                     | マーロウ                       |                             |
| 1997   | 地獄のサイバーウェポン/レッドライン Deathline                                             | ジョン・アンダーソン・ウェイド |                             |
| 1997   | ルビーの指輪 The Ruby Ring                                                                | パトリック・コリンズ           | テレビ映画                  |
| 1998   | ボーン・ダディ Bone Daddy                                                                 | パルマー                       |                             |
| 2000   | ワイルダー Wilder                                                                         | サム・デニス・チャーニー       |                             |
| 2001   | デンジャーゾーン タービュランス3 Turbulence 3: Heavy Metal                                | マッキントッシュ副操縦士       |                             |
| 2001   | フライング・ヴァイラス Flying Virus                                                       | エゼキアル                     |                             |
| 2002   | 法王の銀行家 ロベルト・カルヴィ暗殺事件 I banchieri di Dio                                | マルチンクス大司教             |                             |
| 2002   | ディープ・コア2002 Scorcher                                                               | ネルソン大統領                 |                             |
| 2002   | ソード オブ・ザ ファンタジー 勇者と聖なる剣 Warrior Angels                                | Grekkor                        |                             |
| 2002   | コンフェッション Confessions of a Dangerous Mind                                          | キーラー                       |                             |
| 2004   | ヴェネツィア・コード Tempesta                                                             | Van Beuningen                  |                             |
| 2004   | 死霊伝説 セーラムズ・ロット 'Salem's Lot                                                  | カート・バロウ                 | テレビ映画                  |
| 2005   | シン・シティ Sin City                                                                     | ロアーク枢機卿                 |                             |
| 2005   | バットマン ビギンズ Batman Begins                                                         | アール                         |                             |
| 2005   | ミラーウォーズ Zerkalnie voyni: Otrazhenie pervoye                                        | 謎の男                         |                             |
| 2005   | ドラキュリアIII 鮮血の十字架 Draculia III: Otrazhenie pervoye                             | ドラキュリア                   |                             |
| 2005   | ポセイドン・アドベンチャー The Poseidon Adventure                                         | オーガスト・シュミット         | テレビ映画                  |
| 2006   | ミノタウロス Minotaur                                                                     | Cyrnan                         |                             |
| 2006   | デッドライン 報復の導火線 THE HUNT FOR EAGLE ONE                                          |                                |                             |
| 2006   | デッドライン2 爆炎の彼方 THE HUNT FOR EAGLE ONE: CRASH POINT                              |                                |                             |
| 2007   | GOAL!2 Goal:II Living the Dream                                                           | ルティ・ファン・デル・メルベ   |                             |
| 2007   | 75 〜セブンティファイブ〜 7eventy 5ive                                                    | ジョン・クリトン               |                             |
| 2007   | 理想の彼女と3日間で恋に落ちる方法 Moving McAllister                                       | マックスウェル・マカリスター   |                             |
| 2009   | バルバロッサ 帝国の野望 Barbarossa                                                        | フェデリコ・バルバロッサ       |                             |
| 2010   | コマンド・フォース The 5th Execution                                                      | Khant                          |                             |
| 2011   | ホーボー・ウィズ・ショットガン Hobo with a Shotgun                                        | ホーボー                       |                             |
| 2011   | ブリューゲルの動く絵 The Mill and the Cross                                               | ピーテル・ブリューゲル         |                             |
| 2011   | ザ・ライト -エクソシストの真実- The Rite                                                  | イシュトヴァン・コヴァック     |                             |
| 2011   | 楽園からの旅人 Il villaggio di cartone                                                    | Il sacrestano                  |                             |
| 2011   | 誘拐 狙われたハイネケン De Heineken ontvoering                                            | アルフレッド・ハイネケン       |                             |
| 2012   | ダリオ・アルジェントのドラキュラ Dracula 3D                                               | ヴァン・ヘルシング             |                             |
| 2013   | ネイキッド・ボディ Il futuro                                                              | ブルーノ                       |                             |
| 2013   | RPG リアル・プレイング・ゲーム Real Playing Game                                          | スティーブ・バティエ           |                             |
| 2014   | イントゥ・ザ・ミッション 2047-Sights of Death                                             | アシモフ大佐                   |                             |
| 2015   | スコーピオン・キング4 The Scorpion King 4: Quest For Power                                | ザクール王                     |                             |
| 2015   | 提督の艦隊 Michiel de Ruyter                                                              | マールテン・トロンプ           |                             |
| 2015   | マザー・テレサからの手紙 The Letters                                                      | プラグ神父                     |                             |
| 2016   | ビヨンド・ワルキューレ カリーニングラードの戦い Beyond Valkyrie: Dawn of The Fourth Reich | オスカー                       |                             |
| 2017   | ヴァレリアン 千の惑星の救世主 Valerian and the City of a Thousand Planets                 | 世界連邦大統領                 |                             |
| 2017   | リミット・オブ・アサシン 24 Hours to Live                                                 | フランク                       |                             |
| 2018   | サムソン 神に選ばれし戦士 Samson                                                          | マノア                         |                             |
| 2018   | ゴールデン・リバー The Sisters Brothers                                                   | 提督                           |                             |
| 2018   | デビルズ・ソナタ The Sonata                                                               | リチャード・マーロウ           |                             |
| 2019   | レジェンド・オブ・ドラゴン 鉄仮面と龍の秘宝 Viy 2: Journey to China                       | 大使                           |                             |
| 2020   | ブレイク Break                                                                            | レイ                           |                             |

### テレビシリーズ
| 放映年    | 邦題 原題                                                         | 役名                 | 備考                                  |
| --------- | ----------------------------------------------------------------- | -------------------- | ------------------------------------- |
| 1998      | エクスカリバー 聖剣伝説 Merlin                                    | King Vortigern       | ミニシリーズ                          |
| 2000      | ラストキングダム 10番目の王国 The 10th Kingdom                    | ハンツマン           | ミニシリーズ                          |
| 2003      | エイリアス Alias                                                  | アンソニー・ガイガー | 第2シーズン第13話「アライアンス崩壊」 |
| 2003      | ヤング・スーパーマン Smallville                                   | モーガン・エッジ     | 2エピソード                           |
| 2013–2014 | トゥルーブラッド True Blood                                       | ブリガント           | 6エピソード                           |
| 2017–2019 | Porters                                                           | Tillman              | 7エピソード                           |
| 2018      | Channel ZERO:ブッチャーズ・ブロック Channel Zero: Butcher's Block | ジョセフ・ピーチ     | 6エピソード                           |